# Black Star Riders

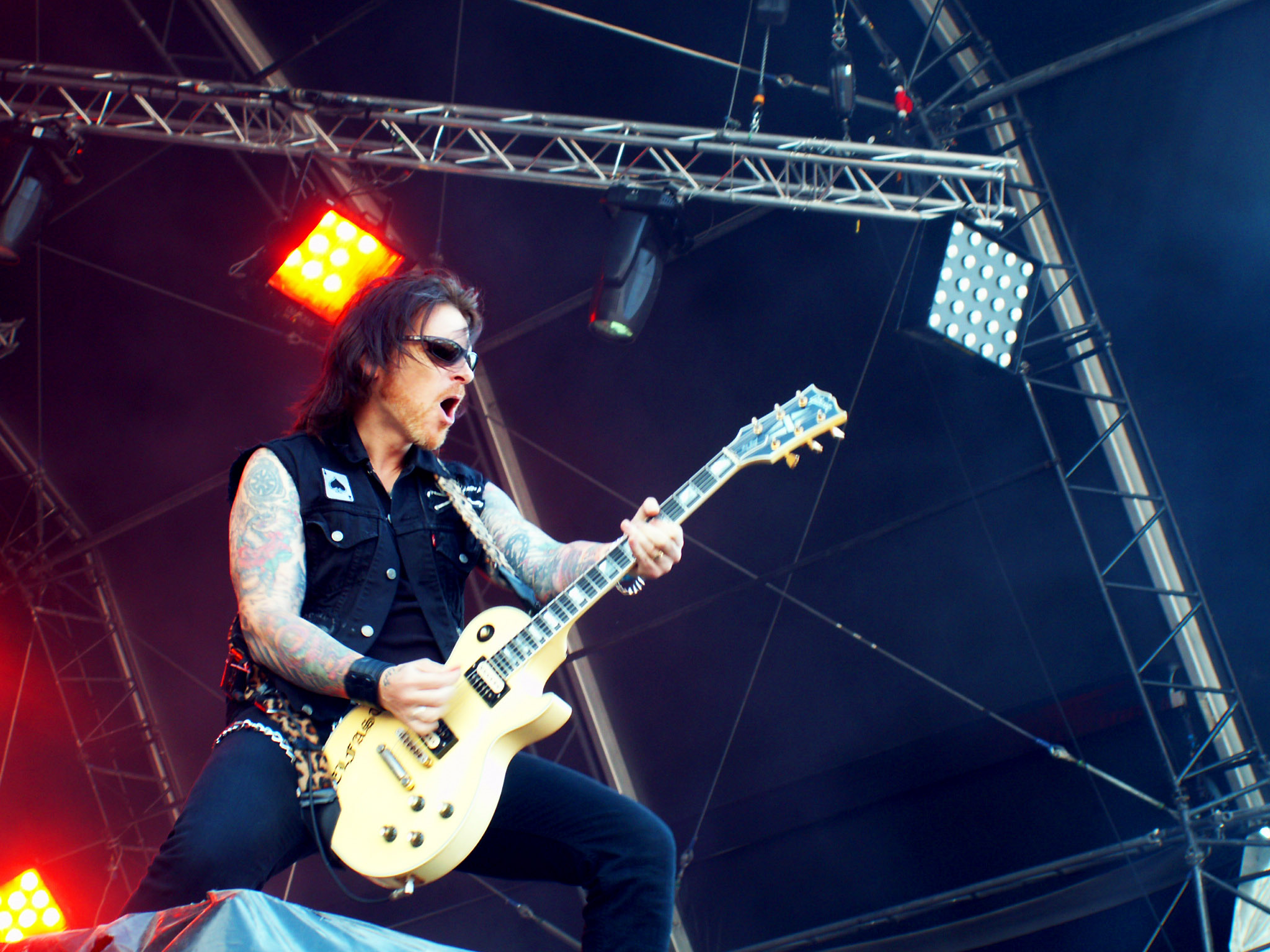
Ricky Warwick (Thin Lizzy) au Hellfest 2011

Black Star Riders est un groupe américain de hard rock. Le groupe se compose comme suit : le chanteur est Ricky Warwick (The Almighty), les guitaristes sont Scott Gorham et Damon Johnson (Alice Cooper) et le bassiste est Robbie Crane.
Le groupe est formé en décembre 2012, quand les membres de la dernière formation de Thin Lizzy décident d'enregistrer de nouveaux morceaux, mais choisissent de ne pas le faire sous le nom de Thin Lizzy. Le premier album, All Hell Breaks Loose, sort le 21 mai 2013, et le suivant, The Killer Instinct sort à son tour le 20 février 2015. Leur troisième album, Heavy Fire est publié en 2017.

## Historique

### Débuts (2010–2012)
En mai 2010, Scott Gorham, guitariste de Thin Lizzy, annonce les prochaines prestations du groupe qui, depuis 1996 et la mort de Phil Lynott en 1986, se produit avec différentes formations. Gorham annonce le retour du batteur Brian Downey et du claviériste Darren Wharton. Ils seront rejoints à la basse par Marco Mendoza, et au chant (et occasionnellement à la guitare) par Ricky Warwick. La seconde guitare est à l'origine prévue pour Vivian Campbell. Elle sera reprise par Richard Fortus, avant que Damon Johnson ne rejoigne le groupe en août 2011.
Pendant les tournées de 2011 et 2012, de nouvelles compositions sont envisagées pour un nouvel album susceptible de sortir sous le nom de Thin Lizzy. En octobre 2012, il est annoncé que le nouvel album sera publié sous un nouveau nom de groupe. Ce choix est expliqué notamment par Gorham et Warwick par d'une part le respect porté par le groupe à la mémoire de Phil Lynott et à son héritage artistique  et d'autre part au respect des fans de Thin Lizzy que les membres actuels ne souhaitaient pas troubler.
Pendant l'élaboration du premier album Downey et Wharton font valoir leurs souhaits de quitter le groupe. Même si ceux-ci participent à une tournée en Australie en mars 2013.
Le nouveau nom a été annoncé le 20 décembre 2012, il fait référence à un gang de hors la loi apparaissant dans le western Tombstone, sorti en 1993. Tous les membres du groupe sont américain, à l'exception de Warwick qui est d'Irlande du Nord. Le line-up ne comporte pas de claviériste. Gorham est le seul membre de Black Star Riders à avoir été un membre de Thin Lizzy du temps de Phil Lynott  et donc le seul à apparaitre sur un album studio Thin Lizzy.

### All Hell Breaks Loose(2013)
Le groupe enregistre son premier album (All Hell Breaks Loose) avec le producteur Kevin Shirley à Los Angeles au cours du mois de janvier 2013, avec des dates de sortie mondiale confirmées pour la fin mai. Quinze chansons sont enregistrées, principalement composées par Johnson. Warwick écrit les paroles, avec la participation de Gorham et Mendoza. Alors que Gorham insiste pour que le nouveau groupe ne ressemble pas à Thin Lizzy sans Lynott, Johnson et Warwick croient eux que les nouveaux morceaux présentent une « ambiance classique Lizzy ». Douze titres ont finalement été utilisés pour l'album, dont un morceau bonus pour un CD édition spéciale. Gorham explique plus tard que l'enregistrement des morceaux « s'est fait sous pression » et que le groupe n'aurait pas renouvelé l'expérience si les résultats n'avaient pas été aussi positifs. Le premier single, Bound for Glory , est diffusé à la radio britannique le 21 mars à l'émission radio de Ken Bruce sur la BBC Radio 2. Le single est publié le 24 mars.
Le 3 juin 2013, le promoteur du Download Festival, Andy Copping, annonce le remplacement de Buckcherry par les Black Star Riders pour l'édiiton 2013 du Download. Les Black Star Riders jouent leur premier concert le 30 mai 2013 au Marshall Amps Theatre, Bletchley à Milton Keynes, et participent plus tard au Hi Rock Festival en Allemagne les 1er et 2 juin, suivi par le Sweden Rock Festival le 8 juin, puis le Download le 15 juin. Une autre date est jouée au Hard Rock Hell en Galles du Nord le 29 novembre pendant leurs 39 concerts en Europe entre octobre et décembre.

### The Killer Instinct(2014–2015)

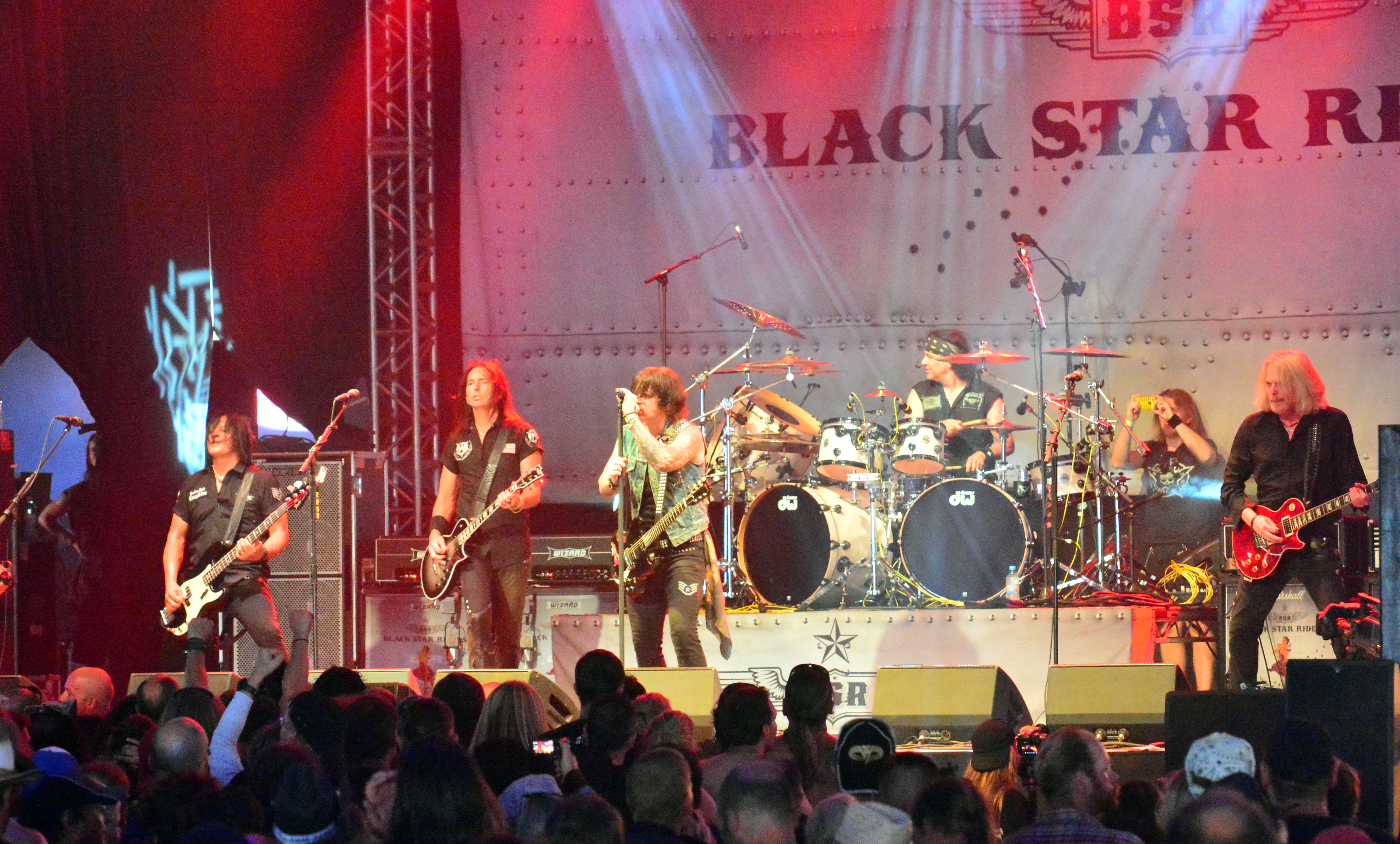
Black Star Riders performing au Wacken Open Air, en 2014.

L'enregistrement du deuxième album est annoncé pendant la fin 2013.
En 2014, le groupe joue 13 concerts américains en mai, puis trois dates japonaises entre les 20 et 22 mai, et encore 25 dates américaines. Le groupe revient en Europe pour 19 concerts au Royaume-Uni, en Allemagne, en Norvège et en Suède en juillet et août. Le 30 mai 2014, le départ de Marco Mendoza est annoncé afin qu'il se consacre à d'autres projets. Il quitte officiellement les Black Star Riders après leur tournée américaine le 22 juin. Il est remplacé par Robbie Crane (ex-Ratt et Lynch Mob). En janvier 2015, Warwick se souvient que Crane avait joué The Boys are Back in Town pendant son audition pour le groupe, et que Gorham trouvait qu'il se rapprochait musicalement de Phil Lynott
À la fin janvier 2014, est annoncé que le deuxième album sera enregistré à Dublin en octobre, et produit par Joe Elliott (chanteur de Def Leppard). Elliott avait déjà travaillé sur les albums solo de Ricky Warwick, et aussi avec Scott Gorham sur des archives de Thin Lizzy. Cependant, Elliott se retire du projet en août en raison de conflits avec l'agenda de Def Leppard. Il est rapidement remplacé par Nick Raskulinecz et l'enregistrement a lieu à Nashville, Tennessee, en septembre. L'album sort le 20 février 2015.

### Heavy Fire(depuis 2016)
En janvier 2016, Ricky Warwick révèle l'enregistrement d'un troisième album plus tard dans l'année, avec une nouvelle fois le producteur Raskulinecz. En août, le titre, Heavy Fire, est révélé et s'accompagne d'une tournée de 16 dates au Royaume-Uni et en Irlande en mars 2017. Ils jouent avec Gun, et The Amorettes pendant les cinq premières dates, puis avec les Backyard Babies pendant les onze restantes.
Le premier single extrait de Heavy Fire, When the Night Comes In, est diffusé sur la chaine de radio britannique Planet Rock le 16 novembre 2016. L'album est publié le 3 février 2017, et atteint la 6e place de l'UK Chart, et la 11e place en Allemagne. À la fin mars 2017, le groupe annonce le départ de Jimmy DeGrasso. Début mai 2017, il est remplacé par l'ancien batteur de Breaking Benjamin et Black Label Society Chad Szeliga.

## Membres

### Membres actuels
- Ricky Warwick – chant, guitare rythmique (depuis 2012)
- Scott Gorham – guitare solo (depuis 2012)
- Damon Johnson – guitare solo (depuis 2012)
- Robbie Crane – basse (depuis 2014)
- Chad Szeliga - batterie (depuis 2017)

### Anciens membres
- Marco Mendoza – basse (2012–2014)
- Jimmy DeGrasso – batterie (2012-2017)

## Discographie

### Albums studio
| Année | Album                  | Meilleure position | Meilleure position | Meilleure position | Meilleure position | Meilleure position | Meilleure position | Meilleure position | Certification |
| Année | Album                  | UK                 | BEL (Wa)           | FIN                | FRA                | ALL                | SUÈ                | SUI                | Certification |
| ----- | ---------------------- | ------------------ | ------------------ | ------------------ | ------------------ | ------------------ | ------------------ | ------------------ | ------------- |
| 2013  | All Hell Breaks Loose  | 25                 | 107                | 38                 | 182                | 29                 | 15                 | 63                 |               |
| 2015  | The Killer Instinct    | 13                 | —                  | —                  | —                  | 23                 | 29                 | 39                 |               |
| 2017  | Heavy Fire             | —                  | —                  | —                  | —                  | —                  | —                  | —                  |               |
| 2019  | Another State of Grace | —                  | —                  | —                  | —                  | —                  | —                  | —                  |               |
| 2023  | Wrong Side of Paradise |                    |                    |                    |                    |                    |                    |                    |               |